# 欧什站
欧什站是法国的一个铁路车站，位于法国西南部城市欧什（法語：Auch）。

## 位置
欧什站位于欧什市区的东部。车站大致呈南北走向，开口朝西。历史上欧什站曾为一个区域性的铁路枢纽，可分别前往阿让、图卢兹和塔布三个方向，但如今仅剩图卢兹一个方向还有客运线路，另外前往阿让方向的铁路仍保留货运功能。

## 停靠线路
以下列车线路在欧什站停靠：
| 欧什站列车线路表               |              |        |          |              |
| 线路                           | 车种         | 上一站 | 下一站   | 大致运行频率 |
| 图卢兹马塔比尤/圣西普利安—欧什 | 法国大区列车 | 欧别   | （终点） | 每天10趟左右 |
| 1.                             |              |        |          |              |

## 配套交通

### 长途汽车
欧什站对应的大巴车上下车地点位于车站南侧的空地上，出站后左转即可看见。
| 停靠欧什站的大巴车 |                                            |                                                                              |
| 上下车地点         | 运营单位                                   | 主要目的地                                                                   |
| 欧什站南侧         | 南部-比利牛斯城际客运 Car Midi-Pyrénées    | 图卢兹、塔布、阿让、蒙托邦、蒙德马桑                                         |
| 欧什站南侧         | 热尔省城际客运 cg32 （页面存档备份，存于） | 热甘、孔东、拜斯河畔瓦朗斯                                                   |
| 欧什站南侧         | SNCF                                       | 图卢兹（当某条铁路线施工或罢工时，SNCF可能会提供途径该线路沿途站点的大巴车） |
| 1. 2. 3.           |                                            |                                                                              |

### 市内交通
| 欧什站附近的公交线路 |            |               |
| 公交车站名称         | 位置       | 停靠线路      |
| Gare SNCF            | 欧什站门口 | A线、B线、D线 |
| 1.                   |            |               |

## 临近车站
| 欧什站（Gare d'Auch）          |                  |          |
| 上行车站                       | 线路             | 下行车站 |
| 欧别站                         | 图卢兹－欧什铁路 | （终点） |
| - 本表仅显示运营中的线路及车站 |                  |          |